# ダン・ラウリン
ダン・ラウリン（Dan Laurin, 1960年 - ）は、スウェーデンを代表するリコーダー奏者。

## 経歴
スウェーデン南部のヨンショーピング市生まれ。エストニア人とスウェーデン人の両親を持つ。ラウリンはリコーダーをデンマークとオランダで学んだ。1980年よりコンサートステージに立つようになり、リコーダーソリストとして日本、アメリカ、イスラエル、ヨーロッパなどでドロットニング・バロック・アンサンブルやバッハ・コレギウム・ジャパン、ベルリン・フィルハーモニー管弦楽団、リトアニア室内管弦楽団など著名な楽団と上演やレコーディングを行うようになった。ラウリンはバロック音楽以外にもジャズなど様々な演奏を行っているが、彼自身の最も独自性があらわれた演奏はリコーダー演奏によるヴィヴァルディの『四季』であるといえる。
現在ラウリンはリコーダー奏者として活躍するだけでなく、ストックホルム大学の音楽科の教授に任命されていて、同時に東京藝術大学の外国人客員教員としても名高い。